# Charles Albert Browne
Charles Albert Browne (* 12. August 1870 in North Adams, Massachusetts; † 3. Februar 1947 in Washington, D.C.) war ein US-amerikanischer Agrikulturchemiker und Wissenschaftshistoriker.
Browne, Sohn eines Chemikers, studierte Chemie in den Vereinigten Staaten, kam 1900 an die Universität Göttingen, studierte hier Agrikulturchemie und Pflanzenphysiologie und arbeitete im Agrikulturchemischen Universitätslaboratorium. 1902 wurde er bei Bernhard Tollens mit einer Dissertation über die chemischen Bestandteile des Mais- und Holundermarks promoviert.  Später war er als Chemiker in der amerikanischen Zuckerindustrie tätig als Direktor des New York Sugar Research Laboratory, seit 1927 im U. S. Department of Agriculture in Washington und dort Chefchemiker des US Bureau of Chemistry and Soils.
Einen Namen in der Fachwelt hat sich Browne als Chemiehistoriker gemacht. Für die Wissenschaftsgeschichte des Landbaus sind vor allem seine Beiträge zur Entwicklung der Agrikulturchemie von Bedeutung. Mehrere Arbeiten widmete er dem Lebenswerk Justus von Liebigs. Brownes bedeutendstes Werk ist seine 1944 publizierte Studie A Source Book of Agricultural Chemistry. In dieser biographisch konzipierten Quellen-Dokumentation hat er auch die wissenschaftlichen Leistungen mehrerer deutscher Agrarwissenschaftler dargestellt.
1944 begann er auf deren Wunsch die Geschichte der American Chemical Society zu schreiben, die nach seinem Tod von Mary Elvira Weeks (er hatte sie wenige Monate vor seinem Tod eingebunden als er neun Kapitel vollendet hatte) fortgeführt wurde und 1952 erschien.

## Schriften (Auswahl)
- Liebig and after Liebig. A Century of Progress in Agricultural Chemistry. Publication of the American Association for the Advancement of Science No. 16. Washington, D. C. 1942.  -  (Diese Schrift enthält zwei Beiträge von Browne über Justus von Liebig).
- A Source Book of Agricultural Chemistry. Waltham, Mass., USA 1944 = Chronica Botanica Vol. 8, Nr. 1.
- mit Mary Elvira Weeks: A History of the American Chemical Society—Seventy-five Eventful Years, Washington D. C.: American Chemical Society 1952